# Diffun
Diffun es un municipio de la provincia de Quirino en Filipinas. Según el censo del 2000, tiene 39,489 habitantes.

## Barangayes
Diffun se subdivide administrativamente en 33 barangayes.
| - Andrés Bonifacio (Población) - Aurora East (Población) - Aurora West (Población) - Baguio Village - Balagbag - Bannawag - Cajel - Campamento - Diego Silang - Don Mariano Pérez, Sr. - Doña Imelda | - Dumanisi - Gabriela Silang - Gulac - Guribang - Ifugao Village - Isidro Paredes - Rizal (Población) - Liwayway - Luttuad - Magsaysay - Makate | - María Clara - Rafael Palma - Ricarte Norte - Ricarte Sur - San Antonio - San Isidro - San Pascual - Villa Pascua - Aklan Village - Gregorio Pimentel - Don Faustino Pagaduan |